# Campionati europei di corsa campestre 2018
Il XXV Campionato europeo di corsa campestre si è disputato a Tilburg, nei Paesi Bassi, il 9 dicembre 2018. Il titolo maschile è stato vinto da Filip Ingebrigtsen mentre quello femminile da Yasemin Can.

## Risultati
I risultati del campionato sono stati:

### Individuale (uomini seniores)
| Pos. | Atleta              | Nazione       | Tempo (m's") |
| ---- | ------------------- | ------------- | ------------ |
|      | Filip Ingebrigtsen  | Norvegia      | 28'49"       |
|      | Isaac Kimeli        | Belgio        | 28'52"       |
|      | Aras Kaya           | Turchia       | 28'56"       |
| 4    | Kaan Kigen Özbilen  | Turchia       | 29'04"       |
| 5    | Napoleon Solomon    | Svezia        | 29'12"       |
| 6    | Yemaneberhan Crippa | Italia        | 29'14"       |
| 7    | Polat Kemboi Arıkan | Turchia       | 29'14"       |
| 8    | Adel Mechaal        | Spagna        | 29'20"       |
| 9    | Marc Scott          | Gran Bretagna | 29'21"       |
| 10   | Seán Tobin          | Irlanda       | 29'22"       |
| 11   | Daniele Meucci      | Italia        | 29'26"       |
| 12   | Kristian Jones      | Gran Bretagna | 29'28"       |
| 13   | Dewi Griffiths      | Gran Bretagna | 29'31"       |
| 14   | Antonio Abadía      | Spagna        | 29'35"       |
| 15   | Robin Hendrix       | Belgio        | 29'36"       |
| 16   | Daniel Mateo        | Spagna        | 29'40"       |
| 17   | Charlie Hulson      | Gran Bretagna | 29'43"       |
| 18   | Henrik Ingebrigtsen | Norvegia      | 29'45"       |
| 19   | Ole Hesselbjerg     | Danimarca     | 29'46"       |
| 20   | Nekagenet Crippa    | Italia        | 29'47"       |

### Squadre (uomini seniores)
| Pos. | Atleta | Punti      |
| ---- | --- | ---------- |
|      | Turchia Aras Kaya, Kaan Kigen Özbilen, Polat Kemboi Arıkan                                                         | 3+4+7=14   |
|      | Gran Bretagna Marc Scott, Kristian Jones, Dewi Griffiths                                                           | 9+12+13=34 |
|      | Italia Yemaneberhan Crippa, Daniele Meucci, Nekagenet Crippa, Ahmed El Mazoury, Andrea Sanguinetti, Marouan Razine | 6+11+2=37  |
| 4    | Spagna Adel Mechaal, Antonio Abadía, Daniel Mateo                                                                  | 8+14+16=38 |

### Individuale (donne seniores)
| Pos. | Atleta                    | Nazione       | Tempo (m's") |
| ---- | ------------------------- | ------------- | ------------ |
|      | Yasemin Can               | Turchia       | 26'05"       |
|      | Fabienne Schlumpf         | Svizzera      | 26'06"       |
|      | Karoline Bjerkeli Grøvdal | Norvegia      | 26'07"       |
| 4    | Susan Krumins             | Paesi Bassi   | 26'16"       |
| 5    | Jip Vastenburg            | Paesi Bassi   | 26'45"       |
| 6    | Elena Burkard             | Germania      | 26'53"       |
| 7    | Charlotte Arter           | Gran Bretagna | 26'57"       |
| 8    | Melissa Courtney          | Gran Bretagna | 26'59"       |
| 9    | Pippa Woolven             | Gran Bretagna | 27'02"       |
| 10   | Jess Piasecki             | Gran Bretagna | 27'03"       |
| 11   | Maureen Koster            | Paesi Bassi   | 27'08"       |
| 12   | Trihas Gebre              | Spagna        | 27'16"       |
| 13   | Charlotta Fougberg        | Svezia        | 27'17"       |
| 14   | Anna Gosk                 | Polonia       | 27'20"       |
| 15   | Kate Avery                | Gran Bretagna | 27'20"       |
| 16   | Liv Westphal              | Francia       | 27'20"       |
| 17   | Marie Bouchard            | Francia       | 27'21"       |
| 18   | Maja Møller Alm           | Danimarca     | 27'22"       |
| 19   | Fabienne Amrhein          | Germania      | 27'26"       |
| 20   | Verity Ockenden           | Gran Bretagna | 27'30"       |

### Squadre (donne seniores)
| Pos. | Atleta                                                         | Punti       |
| ---- | -------------------------------------------------------------- | ----------- |
|      | Paesi Bassi Susan Krumins, Jip Vastenburg, Maureen Koster      | 4+5+11=20   |
|      | Gran Bretagna Charlotte Arter, Melissa Courtney, Pippa Woolven | 7+8+9=24    |
|      | Germania Elena Burkard, Fabienne Amrhein, Caterina Granz       | 6+19+25=50  |
| 4    | Francia Liv Westphal, Marie Bouchard, Aurore Guerin            | 16+17+37=70 |

### Staffetta mista (seniores)
| Pos. | Atleta                                                                                    | Tempo (m's") |
| ---- | ----------------------------------------------------------------------------------------- | ------------ |
|      | Spagna Saúl Ordóñez, Esther Guerrero, Víctor Ruiz, Solange Andreia Pereira                | 16'10"       |
|      | Francia Alexis Miellet, Renelle Lamote, Mahiedine Mekhissi-Benabbad, Johanna Geyer-Carles | 16'12"       |
|      | Bielorussia Artsiom Lohish, Ilona Ivanau, Siarhei Platonau, Volha Nemahai                 | 16'21"       |
| 4    | Gran Bretagna Jamie Williamson, Alexandra Bell, Phil Sesemann, Jessica Judd               | 16'24"       |
| 5    | Ucraina Oleh Kayafa, Orysya Demyanyuk, Volodymyr Kyts, Iryna Bubnyak                      | 16'30"       |
| 6    | Svezia Emil Blomberg, Hanna Hermansson, Elmar Engholm, Anna Silvander                     | 16'32"       |
| 7    | Belgio Ismael Debjani, Elise Vanderelst, Pieter-Jan Hannes, Sofie Van Accom               | 16'34"       |
| 8    | Lettonia Alberts Blajs, Līga Velvere, Ugis Jocis, Agata Strausa                           | 16'40"       |
| 9    | Irlanda Paul Robinson, Síofra Cléirigh Büttner, John Travers, Claire Tarplee              | 16'40"       |
| 10   | Portogallo Emanuel Rolim, Salomé Afonso, Paulo Pinheiro, Susana Francisco                 | 16'44"       |
| 11   | Italia Abdikadar Sheikh Ali, Eleonora Vandi, Ala Zoghlami, Giulia Aprile                  | 16'51"       |
| 12   | Danimarca Nick Jensen, Dagmar Olsen, Andreas Holst Lindgreen, Laura Rosing Møller         | 17'02"       |

### Individuale (uomini under 23)
| Pos. | Atleta           | Nazione       | Tempo (m's") |
| ---- | ---------------- | ------------- | ------------ |
|      | Jimmy Gressier   | Francia       | 23'37"       |
|      | Samuel Fitwi     | Germania      | 23'45"       |
|      | Hugo Hay         | Francia       | 23'48"       |
| 4    | Ryan Forsyth     | Irlanda       | 23'49"       |
| 5    | Patrick Dever    | Gran Bretagna | 24'05"       |
| 6    | Tariku Novales   | Spagna        | 24'05"       |
| 7    | Fabien Palcau    | Francia       | 24'06"       |
| 8    | Emile Cairess    | Gran Bretagna | 24'07"       |
| 9    | Louis Gilavert   | Francia       | 24'11"       |
| 10   | Adrián Ben       | Spagna        | 24'12"       |
| 11   | Stan Niesten     | Paesi Bassi   | 24'13"       |
| 12   | Simone Colombini | Italia        | 24'13"       |
| 13   | Markus Görger    | Germania      | 24'17"       |
| 14   | Dorian Boulvin   | Belgio        | 24'19"       |
| 15   | Amanuel Gergis   | Svezia        | 24'20"       |
| 16   | Tadesse Getahon  | Israele       | 24'23"       |
| 17   | Mahamed Mahamed  | Gran Bretagna | 24'24"       |
| 18   | Yann Schrub      | Francia       | 24'25"       |
| 19   | Oliver Fox       | Gran Bretagna | 24'25"       |
| 20   | Mike Foppen      | Paesi Bassi   | 24'29"       |

### Squadre (uomini under 23)
| Pos. | Atleta                                                       | Punti      |
| ---- | ------------------------------------------------------------ | ---------- |
|      | Francia Jimmy Gressier, Hugo Hay, Fabien Palcau              | 1+3+7=11   |
|      | Gran Bretagna Patrick Dever, Emile Cairess, Mahamed Mahamed  | 5+8+17=30  |
|      | Spagna Tariku Novales, Adrián Ben, Amin Houkmi               | 6+10+26=42 |
| 4    | Germania Samuel Fitwi, Markus Görger, Davor Aaron Bienenfeld | 2+13+33=48 |

### Individuale (donne under 23)
| Pos. | Atleta             | Nazione       | Tempo (m's") |
| ---- | ------------------ | ------------- | ------------ |
|      | Anna Emilie Møller | Danimarca     | 20'34"       |
|      | Anna Gehring       | Germania      | 20'36"       |
|      | Weronika Pyzik     | Polonia       | 20'46"       |
| 4    | Chiara Scherrer    | Svizzera      | 20'48"       |
| 5    | Célia Antón        | Spagna        | 20'57"       |
| 6    | Miriam Dattke      | Germania      | 20'58"       |
| 7    | Amy Griffiths      | Gran Bretagna | 21'04"       |
| 8    | Carmela Cardama    | Spagna        | 21'04"       |
| 9    | Poppy Tank         | Gran Bretagna | 21'05"       |
| 10   | Mathilde Senechal  | Francia       | 21'06"       |
| 11   | Eglė Morėnaitė     | Lituania      | 21'07"       |
| 12   | Marta García       | Spagna        | 21'13"       |
| 13   | Yayla Kiliç        | Turchia       | 21'13"       |
| 14   | Lisa Tertsch       | Germania      | 21'13"       |
| 15   | Lea Meyer          | Germania      | 21'14"       |
| 16   | Eilish Flanagan    | Irlanda       | 21'17"       |
| 17   | Abbie Donnelly     | Gran Bretagna | 21'19"       |
| 18   | Kristýna Dvořáková | Rep. Ceca     | 21'22"       |
| 19   | Rebecca Lonedo     | Italia        | 21'24"       |
| 20   | Flavia Stutz       | Svizzera      | 21'24"       |

### Squadre (donne under 23)
| Pos. | Atleta                                                  | Punti       |
| ---- | ------------------------------------------------------- | ----------- |
|      | Germania Anna Gehring, Miriam Dattke, Lisa Tertsch      | 2+6+14=22   |
|      | Spagna Célia Antón, Carmela Cardama, Marta García       | 5+8+12=25   |
|      | Gran Bretagna Amy Griffiths, Poppy Tank, Abbie Donnelly | 7+9+17=33   |
| 4    | Francia Mathilde Senechal, Leila Hadji, Emeline Delanis | 10+22+24=56 |

### Individuale (uomini under 20)
| Pos. | Atleta              | Nazione       | Tempo (m's") |
| ---- | ------------------- | ------------- | ------------ |
|      | Jakob Ingebrigtsen  | Norvegia      | 18'00"       |
|      | Ouassim Oumaiz      | Spagna        | 18'09"       |
|      | Elzan Bibić         | Serbia        | 18'11"       |
| 4    | Jake Heyward        | Gran Bretagna | 18'16"       |
| 5    | Simen Halle Haugen  | Norvegia      | 18'18"       |
| 6    | Mohamed Mohumed     | Germania      | 18'27"       |
| 7    | Mohamed-Amine Kodad | Francia       | 18'28"       |
| 8    | Ayetullah Aslanhan  | Turchia       | 18'45"       |
| 9    | Nick Jäger          | Germania      | 18'47"       |
| 10   | Valentin Bresc      | Francia       | 18'47"       |
| 11   | Bram Anderiessen    | Paesi Bassi   | 18'47"       |
| 12   | Isaac Akers         | Gran Bretagna | 18'48"       |
| 13   | Ramazan Baştuğ      | Turchia       | 18'48"       |
| 14   | Matthew Willis      | Gran Bretagna | 18'49"       |
| 15   | Tim Van De Velde    | Belgio        | 18'53"       |
| 16   | Darragh McElhinney  | Irlanda       | 18'53"       |
| 17   | Marios Anagnostou   | Grecia        | 18'54"       |
| 18   | Seán O'Leary        | Irlanda       | 19'01"       |
| 19   | Ryan Oosting        | Paesi Bassi   | 19'02"       |
| 20   | Omar Ismail         | Svezia        | 19'02"       |

### Squadre (uomini under 20)
| Pos. | Atleta                                                        | Punti      |
| ---- | ------------------------------------------------------------- | ---------- |
|      | Norvegia Jakob Ingebrigtsen, Simen Halle Haugen, Håkon Stavik | 1+5+22=28  |
|      | Gran Bretagna Jake Heyward, Isaac Akers, Mathew Willis        | 4+12+14=30 |
|      | Germania Mohamed Mohumed, Nick Jäger, Dominik Müller          | 6+9+23=38  |
| 4    | Francia Mohamed-Amine Kodad, Valentin Bresc, Arthur Gervais   | 7+10+24=41 |

### Individuale (donne under 20)
| Pos. | Atleta            | Nazione       | Tempo (m's") |
| ---- | ----------------- | ------------- | ------------ |
|      | Nadia Battocletti | Italia        | 13'46"       |
|      | Delia Sclabas     | Svizzera      | 13'47"       |
|      | İnci Kalkan       | Turchia       | 13'48"       |
| 4    | Jasmijn Lau       | Paesi Bassi   | 13'51"       |
| 5    | Amelia Quirk      | Gran Bretagna | 13'57"       |
| 6    | Carla Gallardo    | Spagna        | 13'58"       |
| 7    | Khahisa Mhlanga   | Gran Bretagna | 14'00"       |
| 8    | Emma O'Brien      | Irlanda       | 14'01"       |
| 9    | Sarah Healy       | Irlanda       | 14'03"       |
| 10   | Famke Heinst      | Paesi Bassi   | 14'04"       |
| 11   | Grace Brock       | Gran Bretagna | 14'05"       |
| 12   | Sibylle Häring    | Svizzera      | 14'06"       |
| 13   | Cari Hughes       | Gran Bretagna | 14'10"       |
| 14   | Roos Blokhuis     | Paesi Bassi   | 14'11"       |
| 15   | Mariana Machado   | Portogallo    | 14'12"       |
| 16   | Cristina Ruiz     | Spagna        | 14'12"       |
| 17   | Emine Akbingöl    | Turchia       | 14'16"       |
| 18   | Elisa Palmero     | Italia        | 14'19"       |
| 19   | Derya Kunur       | Turchia       | 14'22"       |
| 20   | Anna MacFadyen    | Gran Bretagna | 14'22"       |

### Squadre (donne under 20)
| Pos. | Atleta                                                          | Punti      |
| ---- | --------------------------------------------------------------- | ---------- |
|      | Gran Bretagna Amelia Quirk, Khahisa Mhlanga, Grace Brock        | 5+7+11=23  |
|      | Paesi Bassi Jasmijn Lau, Famke Heinst, Roos Blokhuis            | 4+10+14=28 |
|      | Turchia İnci Kalkan, Emine Akbingöl, Derya Kunur                | 3+17+19=39 |
| 4    | Svizzera Delia Sclabas, Sibylle Häring, Carolina Hernandez-Pita | 2+12+26=40 |

## Medagliere
Legenda
     Paese ospitante
| Posizione | Paese         | Oro | Argento | Bronzo | Totale |
| --------- | ------------- | --- | ------- | ------ | ------ |
| 1         | Norvegia      | 3   | 0       | 1      | 4      |
| 2         | Francia       | 2   | 1       | 1      | 4      |
| 3         | Turchia       | 2   | 0       | 3      | 5      |
| 4         | Gran Bretagna | 1   | 4       | 1      | 6      |
| 5         | Germania      | 1   | 2       | 2      | 5      |
| 6         | Spagna        | 1   | 2       | 1      | 4      |
| 7         | Paesi Bassi   | 1   | 1       | 0      | 2      |
| 8         | Italia        | 1   | 0       | 1      | 2      |
| 9         | Danimarca     | 1   | 0       | 0      | 1      |
| 10        | Svizzera      | 0   | 2       | 0      | 2      |
| 11        | Belgio        | 0   | 1       | 0      | 1      |
| 12        | Bielorussia   | 0   | 0       | 1      | 1      |
| 12        | Polonia       | 0   | 0       | 1      | 1      |
| 12        | Serbia        | 0   | 0       | 1      | 1      |
| Totale    | Totale        | 13  | 13      | 13     | 39     |